# Дудоров, Александр Егорович
Ду́доров Алекса́ндр Его́рович (18 июля 1946, Катав-Ивановск, Челябинская область, РСФСР, СССР — 3 марта 2021, Челябинск) — российский учёный-астрофизик, доктор физико-математических наук, профессор, заслуженный работник высшей школы Российской Федерации. Автор теории остаточного магнитного поля звёзд. Внёс значимый вклад в исследование метеорита «Челябинск».

## Биография
Александр Егорович Дудоров родился 18 июля 1946 в городе Катав-Ивановск Челябинской области. Окончил астрономическое отделение Казанского государственного университета в 1971 году, затем — аспирантуру Астрономического Совета РАН. В 1977 году защитил кандидатскую диссертацию по теме «Роль магнитных полей на ранних стадиях эволюции звёзд» в Эстонском институте астрофизики и физики атмосферы (г. Тарту). После окончания аспирантуры работал на кафедре теоретической физики Башкирского государственного университета.
В 1978 году его пригласили на работу в только что открытый Челябинский государственный университет, где он организовал и возглавил кафедру теоретической физики.
С 1988 по 1991 год проходил обучение в докторантуре на физическом факультете МГУ, после окончания которой в 1992 году защитил докторскую диссертацию по теме «Магнитная газодинамика процесса образования звёзд» в Специализированном совете ГАИШ МГУ.
С 1992 по 2021 год Александр Егорович являлся бессменным заведующим кафедрой теоретической физики ЧелГУ. С 2005 по 2008 год — декан физического факультета.
В 1994 году получил звание профессора. С июня по декабрь 1996 года преподавал в Университет Макмастера.

## Научная деятельность
А. Е. Дудоров основал научную школу, основными темами которой являются звездообразование в межзвёздных вращающихся магнитных облаках, эволюция магнитных звёзд, магнитогазодинамические (МГД) неустойчивости, конвекция, МГД-турбулентность, механизмы генерации магнитного поля, динамика аккреционных и протопланетных дисков с остаточным крупномасштабным магнитным полем. После падения в 2013 году метеорита «Челябинск», под руководством А. Е. Дудорова выполнены масштабные полевые и теоретические исследования различных аспектов этого явления и опубликован ряд оригинальных работ по метеоритике. Автор более 100 научных работ,.

### Теория остаточного магнитного поля
Работы А. Е. Дудорова по численному моделированию гравитационного коллапса магнитных вращающихся протозвёздных облаков и анализу наблюдательных данных об областях звездообразования лежат в основе теории остаточного магнитного поля. Под протозвёздными облаками (ПЗО) понимаются холодные и плотные ядра молекулярных облаков, в которых начинается процесс звездообразования. Гипотеза о том, что магнитное поле звёзд может быть остатком магнитного поля родительских ПЗО, была высказана Томасом Каулингом и анализировалась Лайманом Спитцером и Леоном Местелом.
А. Е. Дудоров и Ю. В. Сазонов в работах по численному моделированию коллапса магнитных вращающихся ПЗО превратили гипотезу остаточного магнитного поля в теорию, доказывающую, что магнитное поле молодых звёзд имеет остаточную природу. То есть магнитное поле молодых звёзд является остатком магнитного поля родительских ПЗО.
А. Е. Дудоров с соавторами рассмотрел различные приложения теории остаточного магнитного поля:
- Выявил и проанализировал иерархическую структуру межзвёздных облаков[14][15]. Выявил, что иерархическая последовательность межзвёздных облаков: сверхоблака, комплексы молекулярных облаков, молекулярные облака, ядра молекулярных облаков (протозвёздные облака), — выделяется изменением показателей степенных масштабных соотношений вдоль иерархии. Так дисперсия скоростей имеет степенную зависимость от размера, магнитное поле — от плотности, угловая скорость — от размера. Предложил сценарий происхождения и эволюции облачных структур в процессе развития неустойчивостей, гравитационной релаксации, молекуляризации газа и амбиполярной диффузии.
- Сформулировал «конвективную теорему» для молодых звёзд[16]: вследствие высокой непрозрачности частично ионизованных водорода и гелия и неограниченной мощности гравитационного энерговыделения в молодых звёздах с массами менее 1.5 M⊙, динамическая турбулентная конвекция может развиваться независимо от интенсивности остаточного магнитного поля на стадии гравитационного сжатия звезды к главной последовательности.
- Разработал аналитические и численные модели динамики аккреционных и протопланетных дисков молодых звёзд с остаточным магнитным полем[17]. Выявил, что остаточное магнитное поле аккреционных дисков при учёте индукционных и диффузионных эффектов является квазиазимутальным во внутренних областях, квазиполоидальным в областях низкой степени ионизации («мёртвых» зонах) и квазирадиальным либо квазиазимутальным во внешних частях аккреционных дисков в зависимости от интенсивности источников ионизации и параметров пылевых гранул. Для проверки предсказаний модели впервые построены поляризационные карты теплового излучения пыли аккреционных и протопланетных дисков с остаточным крупномасштабным магнитным полем. На поляризационных картах «мёртвые» зоны проявляются как области наиболее низкой степени поляризации. Статья «Large-scale magnetic field in the accretion discs of young stars: the influence of magnetic diffusion, buoyancy and Hall effect»[18], в которой изложена МГД-модель аккреционных дисков А. Е. Дудорова и С. А. Хайбрахманова и рассмотрены приложения этой модели к интерпретации наблюдений аккреционных дисков молодых звёзд с крупномасштабным магнитным полем, включена Научным советом по астрономии РАН в список важнейших достижений астрономических исследований в 2016 году[19] .
- Исследовал плавучесть магнитных силовых трубок (МСТ) в протозвёздных облаках, магнитных звёздах и аккреционных дисках молодых звёзд[20]. Показал, что образование и всплытие МСТ из молодых звёздных объектов (МЗО) являются эффективным механизмом отвода излишков магнитного потока в областях его эффективной генерации и может приводить к образованию истечений из МЗО.

### Челябинский суперболид и метеоритика
А. Е. Дудоров был идейным вдохновителем и руководителем исследований метеорита «Челябинск», проводимых учёными ЧелГУ. В результате трёх полевых экспедиций, организованных группой астрофизиков ЧелГУ, была собрана большая коллекция метеоритов, составлена карта падений метеоритов и повреждений, вызванных ударной волной от болида, построена и проанализирована функция масс найденных метеоритов, собраны и исследованы образцы пыли челябинского метеорита. Выявлено три независимых группы фрагментов метеорита Челябинск, отличающихся по размерам и области выпадения. Показано, что функция масс найденных фрагментов хорошо аппроксимируется суммой трёх логнормальных распределений, что согласуется с наблюдавшейся динамикой болида, характеризовавшейся тремя последовательными вспышками. Оценена полная масса выпавшего на землю вещества — 141 т. Разработана модель динамики метеороида в атмосфере.
Под руководством А. Е. Дудорова провели статистические исследования частоты падений метеоритов и болидов и выявили, что метеориты, подобные Челябинскому, падают раз в 25 лет — чаще, чем считалось раньше. У группы метеоритов с повышенным содержанием железа обнаруживается приблизительно 10-11-летняя цикличность числа падений. Высказана гипотеза о том, в годы максимумов солнечной активности секторное магнитное поле Солнца может оказывать более сильное влияние на движение таких метеороидов и изменять их первоначальные орбиты.
По материалам проведённых исследований под редакцией Н. Н. Горькавого и А. Е. Дудорова опубликована уникальная книга «Челябинский суперболид». В 2019 в издательстве Springer опубликован перевод книги на английский язык, Springer Архивная копия от 24 мая 2021 на Wayback Machine.
За исследования группой учёных стратосферного пылевого пояса, вызванного Челябинским суперболидом, А. Е. Дудоров в 2014 году совместно с проф. Н. Н. Горькавым и американскими коллегами A. da Silva, D. Rault и P. Newman удостоен премии имени Роберта Годдарда. За вклад в изучения метеорита «Челябинск» Международный астрономический союз в 2014 году присвоил астероиду Главного пояса 8795 (1981 E09) Архивная копия от 26 мая 2021 на Wayback Machine имя Dudorov.

## Преподавательская деятельность
Читавшиеся в последние годы курсы: космическая электродинамика, современные проблемы физики, современные методы преподавания физико-математических дисциплин. Ранее: почти все разделы теоретической физики (теоретическая механика, электродинамика), вычислительная физика, теоретическая астрофизика.
А. Е. Дудоров организовал еженедельный учебно-научный астрофизический семинар ЧелГУ и до последних дней жизни был его бессменным председателем.

## Почётные звания, награды и гранты
1. В 2014 году совместно с профессором Н. Н. Горькавым и американскими коллегами A. da Silva, D. Rault и P. Newman был удостоен премии имени Роберта Годдарда за вклад в изучение Челябинского болида. Премия вручена директором центра космических полётов имени Годдарда (NASA, США)[25].
2. За вклад в изучение метеорита «Челябинск» Международный астрономический союз присвоил одному из астероидов Главного пояса (астероиду 8795 (1981 E09) Архивная копия от 26 мая 2021 на Wayback Machine) имя Dudorov[26].
3. Заслуженный работник высшей школы Российской Федерации
4. Лауреат премии Губернатора Челябинской области работникам образования (2001)
5. Награждён Почётной грамотой Министерства Образования РФ
6. Носит почётное звание "Почётный профессор ФГБОУ ВО «ЧелГУ» (2012)
7. Удостоен премии «Hooker Distinguished Visiting Professor»
8. Награждён медалью «За активное участие в международном научном сотрудничестве» Академии Наук
9. Работа «Large-scale magnetic field in the accretion discs of young stars: the influence of magnetic diffusion, buoyancy and Hall effect» (2017, MNRAS, V.464, P. 586, в соавторстве с Хайбрахмановым С. А., Парфёновым С. Ю., Соболевым А. М.) включена Научным советом по астрономии РАН в список важнейших достижений астрономических исследований в 2016 году[11]
10. Исследования А. Е. Дудорова с учениками и соавторами регулярно поддерживались грантами РФФИ, РНФ, Минобрнауки, ЧелГУ.

## Членство в научных обществах
1. Член диссертационных Советов Д-212.296.02, Д-212.296.03 (председатель)
2. Член Международного Астрономического Союза[27]
3. Член Международной общественной организации «Астрономическое общество» (член правления Евразийского Астрономического Общества, Euroasian astronomical society)[28]
4. Член бюро Научного совета по астрономии Российской академии наук и зам. председателя секции 4 «Межзвёздная среда и звездообразование» НСА РАН[29],[30]